# 富士見町 (八王子市)
富士見町（ふじみちょう）は、東京都八王子市の町名。丁番を持たない単独町名であり、住居表示実施済区域。郵便番号は192-0044。

## 地理
八王子市の東部に位置し、南に大和田町、北に大谷町に隣接している。

## 歴史

### 沿革
- 1960年（昭和35年）6月8日 - 町区域を新設。
- 1974年（昭和49年）4月1日 - 住居表示を実施。（旧）1～56番地を（新）1～43番に、大谷町の一部を（新）43番に編入。

## 世帯数と人口
2017年（平成29年）12月31日現在の世帯数と人口は以下の通りである。
| 町丁     | 世帯数  | 人口    |
| -------- | ------- | ------- |
| 富士見町 | 675世帯 | 1,445人 |

## 小・中学校の学区
市立小・中学校に通う場合、学区は以下の通りとなる。
| 番地         | 小学校               | 中学校                     | 通学許可校                                  |
| ------------ | -------------------- | -------------------------- | ------------------------------------------- |
| 43番10〜20号 | 八王子市立第十小学校 | 八王子市立ひよどり山中学校 | 八王子市立大和田小学校 八王子市立第一中学校 |
| その他       | 八王子市立第十小学校 | 八王子市立ひよどり山中学校 |                                             |